# Charops ganges
Charops ganges är en stekelart som beskrevs av Joseph Augustine Cushman 1927. Charops ganges ingår i släktet Charops och familjen brokparasitsteklar. Inga underarter finns listade i Catalogue of Life.